# Kaya (Mijikenda)
Kaya (số nhiều makaya hoặc kayas) là khu rừng thiêng của người Mijikenda nằm ở tỉnh Coast của Kenya. Các khu rừng được coi là nguồn nội tại của nghi lễ quyền lực và nguồn gốc của bản sắc văn hóa, đây cũng là nơi cầu nguyện cho các thành viên của các nhóm dân tộc cụ thể. Khu định cư, trung tâm nghi lễ và thành rào vây quanh có liên quan đến khu rừng cũng là một phần của Kaya. Ngày nay, Kaya cũng là tên gọi của một đơn vị tổ chức truyền thống của người Mijikenda. Có tổng cộng 11 trong tổng số 30 Kaya riêng biệt đã được nhóm lại để tạo thành Di sản thế giới được UNESCO công nhận với tên gọi Các khu rừng thiêng Kaya Mijikenda.

## Địa lý
Có hơn 50 Kaya được tìm thấy tại các hạt Kwale, Mombasa và Kilifi. Mỗi kaya có diện tích từ 30 đến 300 hecta và nằm rải rác trên một dải bờ biển dài 200 kilômét (120 mi) ở khu vực đồng bằng ven biển phía nam Kenya, giữa các thị trấn Mombasa và Kilifi. Hầu hết các kaya không cho phép khách du lịch vào ngoại trừ Kaya Kinondo. Đây một khu rừng rộng 30 ha trên bãi biển Diani cho phép khách du lịch vào thăm dưới sự bảo trợ của Dự án du lịch sinh thái Kaya Kinondo.

## Lịch sử
Nhiều kaya ban đầu là những ngôi làng kiên cố của các nhóm dân tộc khác nhau là người Digo, Chonyi, Kambe, Duruma, Kauma, Ribe, Rabai, Jibana, và Giriama. Các ngôi làng có các khu vực rừng nhiệt đới vùng thấp bao quanh và được tiếp cận thông qua các con đường xuyên rừng. Hệ thực vật rừng chỉ được sử dụng như là nơi cung cấp dược liệu. Các hoạt động chặt cây, chăn thả gia súc và phát quang làm đất nông nghiệp không được phép trong kaya.
Trong thời đại ngày nay, nạn phá rừng tập trung để làm đất nông nghiệp và khai thác gỗ tràn lan khiến cho việc tuyên bố 38 khu vực rừng kaya hợp pháp trở thành di tích quốc gia trở thành điều bắt buộc. Cộng đồng địa phương là những người quản lý các khu vực này.

## Động thực vật hoang dã
Động thực vật tại khu rừng Kaya Kinodao Kaya được xác định và có thể vào thăm như một phần của dự án du lịch sinh thái. Người ta đã xác định được 187 loài thực vật, 48 loài chim, 45 loài bướm và một số loài khác như khỉ Colobus đen trắng, chuột chù voi lông vàng.
Việc đi vào khu rừng tuân theo các quy tắc truyền thống được thiết lập bởi một hội đồng quản lý được gọi là ngambi bao gồm các các thành viên cao tuổi của cộng đồng dân tộc. Hội đồng này chủ yếu quan tâm đến việc quản lý, bảo tồn và sử dụng các nguồn tài nguyên sinh học tuân thủ tín ngưỡng truyền thống về sự linh thiêng của khu rừng. Tuy nhiên, việc thành lập cơ quan quản lý Trung ương đã ảnh hưởng đến vai trò của những người cao tuổi địa phương.
Một dự án Du lịch sinh thái đã được triển khai vào năm 2001 với nguồn vốn do Quỹ Ford cung cấp với mục tiêu tạo thu nhập cho người dân địa phương và khuyến khích du lịch sinh thái, đồng thời giúp bảo tồn sự linh thiêng của khu rừng. Có 11 kaya của người Mijikenda được nhóm lại với nhau để tạo thành Di sản thế giới Các khu rừng thiêng Mijikenda Kaya được UNESCO công nhận từ năm 2008.

## Văn hóa
Fingo (bùa hộ mệnh) được chôn cất trong kaya và được gìn giữ bởi những cây già của kaya, những "người" bảo vệ truyền thống của người Mijikenda. Những người Mijikenda tin rằng, họ đem những bùa chú Fingo từ ngôi nhà tổ tiên của Shungwaya, một huyền thoại nguồn gốc của các dân tộc Mijikenda. Trong thời đại ngày nay, nhiều fingo đã bị đánh cắp vì coi chúng như là những đối tượng nghệ thuật.
Có rất nhiều huyền thoại và tín ngưỡng được kể lại bởi những người phụ nữ địa phương trong khu vực liên quan đến sự linh thiêng của những khu rừng này. Đó là niềm tin rằng các khu rừng là nơi trú ngụ của các linh hồn. Một số người tin rằng, việc chặt cây bằng dao rựa có thể khiến con dao bị bật lại và gây thương tích cho chân chỉ có thể được chữa lành bằng cách tặng vải quần áo cho các già làng trong một buổi lễ. Người ta cũng tin rằng, thực phẩm nấu bằng gỗ đem từ những khu rừng thiêng liêng này có thể gây ra bệnh tật, và một ngôi nhà được xây dựng bằng gỗ lấy từ rừng sẽ sập khi xây xong. Việc bảo tồn sự linh thiêng của rừng là nhằm bảo tồn bí mật của nó.